# Фортифікації Жовкви
Фортифікації Жовкви почали закладати одночасно з містом 1594 року, ймовірно, за планом цехмістра цеху мулярів Львова Павла Щасливого для тоді ще польного коронного гетьмана, каштеляна львівського Станіслава Жолкєвського (1547—1620). На планувальну структуру міста вплинули ренесансні будівельні теорії «ідеального міста». Продовжили будівництво фортифікацій львівські архітектори Павло Римлянин (до 1618), Амброзій Прихильний (до 1641). Рельєф терену вплинув на план міста по типу нерегулярного семикутника з прилеглим із заходу замком власника у формі наближеній до квадрата. Замок-резиденція був сполучений з оборонними мурами міста, мав спільну систему зовнішніх земляних укріплень, але являв собою автономну цитадель, відділену від міста заводненим ровом із звідним містком понад ним, за яким лежала велика репрезентативна площа.

## Замкові фортифікації

Замок у Жовкві на кінець 17 ст. Автор Качор І. В.

Замок, зведений з каміння і цегли (1594—1606), мав форму чотирикутника (112 × 119 м) з розміщеними у наріжниках триярусними п'ятикутними вежами-бастеями із шатровим покриттям. З сторони міста посеред північно-східної куртини муру знаходилась триярусна надбрамна вежа. З двох сторін біля неї розміщувались будівлі стайні з возівнею і арсеналу з кузнею. Тут проживала челядь, вояки гарнізону. Біля протилеглого муру була прибудована двоярусна житлова будівля з льохами, призначена для проживання власника замку. Біля бічних куртин муру з сторони двору були примуровані одноярусні корпуси, призначені для проживання гостей (східне) і для господарських потреб (західне). Корпуси не з'єднувались поміж собою, а по периметру мурів йшов ряд стрільниць. За часів Станіслава Жолкєвського стіни замку мали відкриту кладку і не були потинькованими.
До замку йшов водогін із джерельною водою.
Успадкувавши 1670 року Жовкву, Ян Собеський доручив перебудову замку королівському архітектору Петру Беберу та декоратору інтер'єрів Августину Лоцці. До 1696-го вони перебудували замок у магнатську резиденцію із потинькованими стінами, двоярусною галереєю перед палацом . Було пробито великі віконні прорізи з білокам'яними обрамленнями. Бічні корпуси надбудували другим ярусом, а наріжні вежі покрито банеподібними дахами із позолоченої міді. Зовні перед палацовим корпусом облаштували регулярний парк на двох терасах, до якого пробили два проходи з підсіннями. На терасах парку знаходились квітники, фонтан, альтанки. Продовженням центральної алеї парку був місток понад ставком до звіринцю з фонтаном і двома павільйонами лазень посередині.

## Міські мури

Панорама Жовкви 17 ст. Автор Качор І. В.

Основи цегляного міського муру охопила Жовкву близько 1600 року, хоча ще 1619-го за розпорядженням Регіни Жолкєвської з охочих осісти у місті євреїв збирали по 50 гривень на їхнє будівництво. Зведення семи веж і мурів з бойовою дерев'яною галереєю завершили до 1621 року. Додатковим захистом міста з двох сторін були ставки на ріці Свиня. З двох інших сторін знаходився заводнений рів. Тоді нечисельному гарнізону міста вдалось відбити напад татар завдяки кмітливості командира Ступницького, який наказав закидати нападників вуликами з бджолами. Розлючені комахи доволі швидко змусили татар відступити від міста. На час завершення будівництва стінова система оборони була безнадійно застарілою при регулярних облогах із застосуванням артилерії, але вона була достатньо надійною для протидії чисельним і легкоозброєним чамбулам татар. Навіть чисельне військо Б. Хмельницького без важкої артилерії 1648-го не намагалось атакувати Жовкву, а, забравши значний викуп, попрямувало далі.
Однотипні круглі триярусні вежі мали діаметр близько 11,5 м. Вежа біля костелу св. Лаврентія була надбудована у 1-й половині XVII ст. дзвіницею. У мурах було чотири міські брами — Львівська, Глинська (Краківська), Жидівська (Туринецька), Звіринецька, у якій знаходилась катівня. У брамах розміщувались механізми звідних частин мостів. Браму Львівську королевич Якуб Людвік Собєський 1736 року передав ченцям-домініканцям. Для облаштування дзвіниці її надбудували 1765 і розібрали після пожежі 1833 року.

## Земляні фортифікації
Через зрослу турецьку загрозу, появу у Руському воєводстві регулярних військ, озброєних артилерією, навколо Жовкви почали насипати земляні бастіонні укріплення згідно з вимогами староголанської фортифікаційної школи. Роботи тривали з 1626 року по 1662 рік. Перед наріжниками мурованих укріплень міста і замку насипали шість п'ятикутних бастіонів, а посеред куртин валу, що їх з'єднували шість трикутних бастіонів. Перед міськими брамами насипали равеліни. Перед лінією земляних укріплень йшла заводнена фоса. Через турецьку загрозу вали міста надсипали у 1670-х роках.

## Укріплення передмістя
До середини XVII ст. було укріплено Львівське передмістя земляним валом, поверх якого йшов дубовий частокіл. Вал простягався від мурів міста вздовж шляху до церкви Св. Трійці, за якою знаходилась брама, і призначався для захисту від нападу нечисельних загонів татар. Дерев'яний частокіл навколо Жовкви описував на початку 1670-х років секретар французького дипломата Ульріх фон Вердум.

## Сьогодення
Фортифікації Жовкви втратили своє значення до кінця XVIII ст. Переломним для Жовкви став 1787 рік, коли замок продали Адаму Юзефовичу, а магістрат почав розбирати належні йому міські мури. Новий власник Артур Ґлодовський з 1858 розпочав розбирати замок на будівельні матеріали. Було розібрано каплицю, портик входу і аркади палацу, верхні яруси південно-західної вежі. У ХХ ст. замок зазнав значних пошкоджень у двох світових війнах. З міських мурів збереглись ділянки неподалік замку і біля давнього кляштору домініканців, одна вежа, вежа-дзвіниця фарного костелу, і нижня частина ще однієї вежі, брами Звіринецька і Глинська, розібраної на початку 1960-х років для проходження танків з військової частини і відновленої у 1990-х роках.

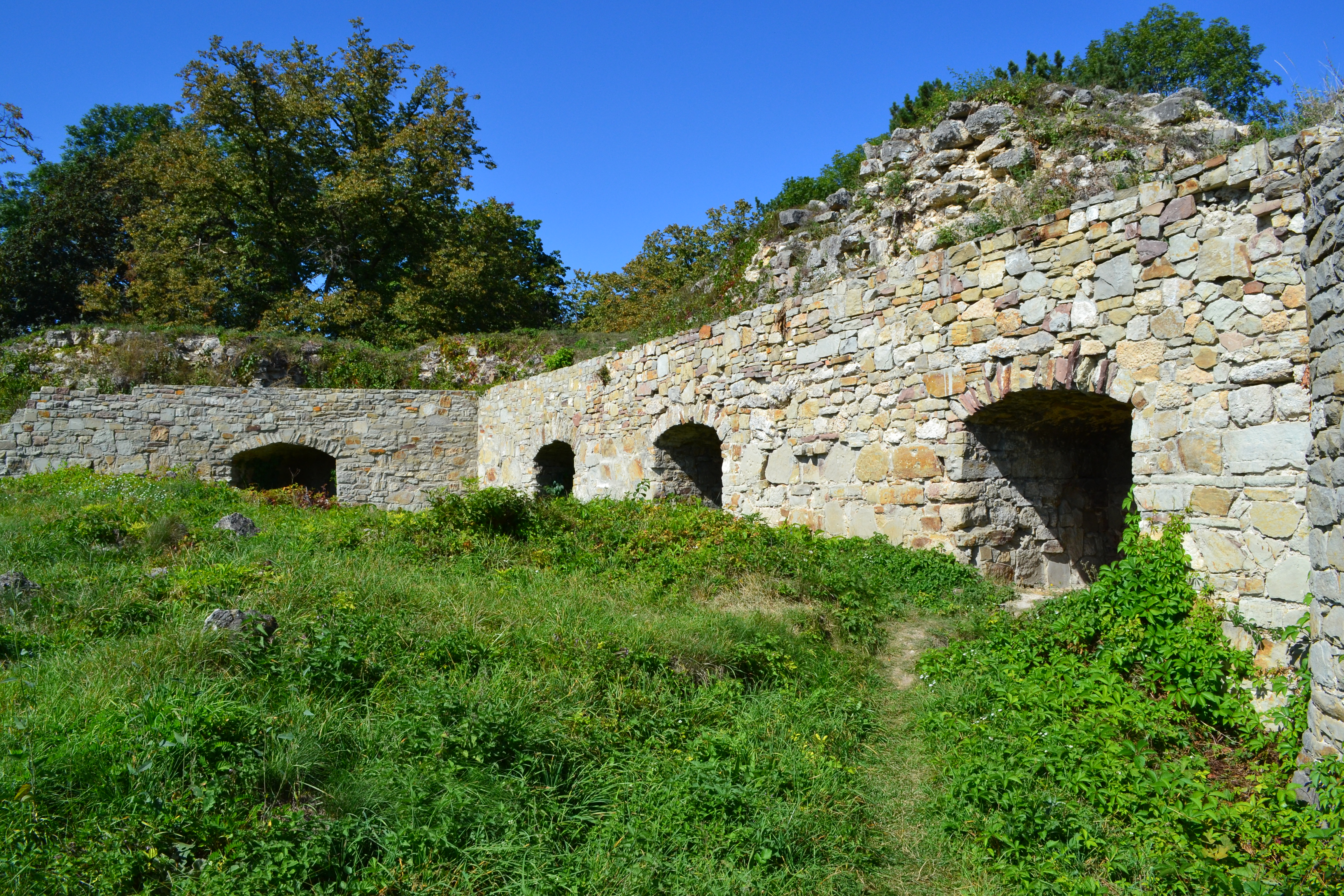
Руїна замку після 1-ї світової війни
Міський мур із Звіринецькою брамою, дзвіницею костелу
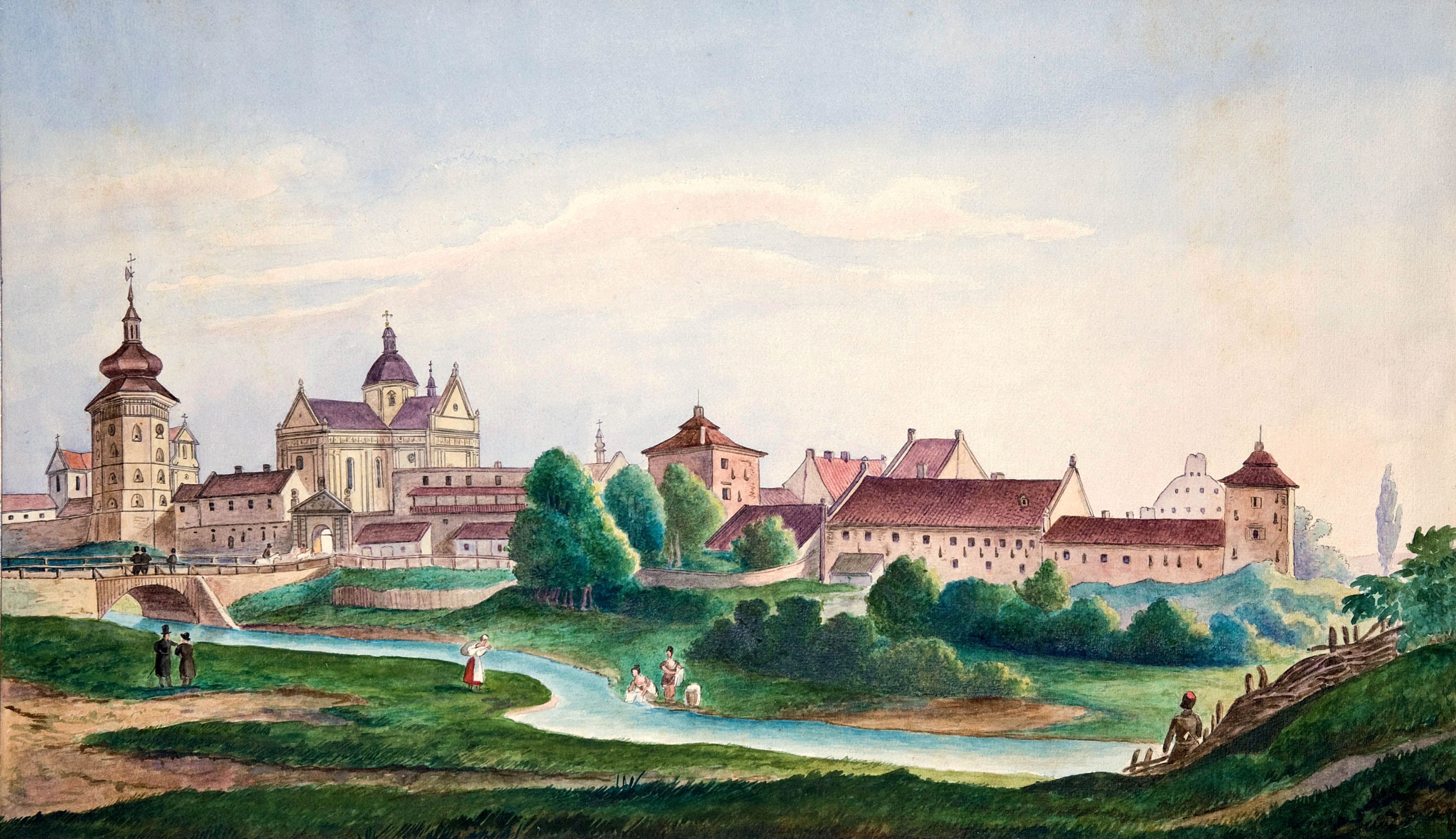
:Жовква XIX ст. на малюнку Й. Яворського
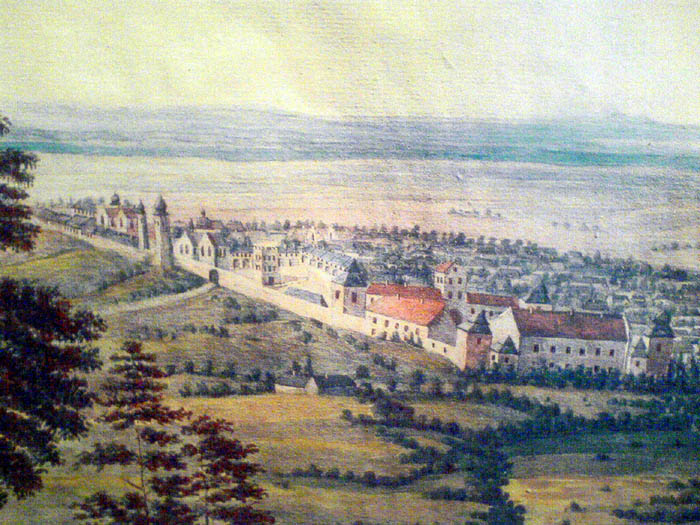
Вид Жовкви, замку XIX ст. на малюнку Кронбаха
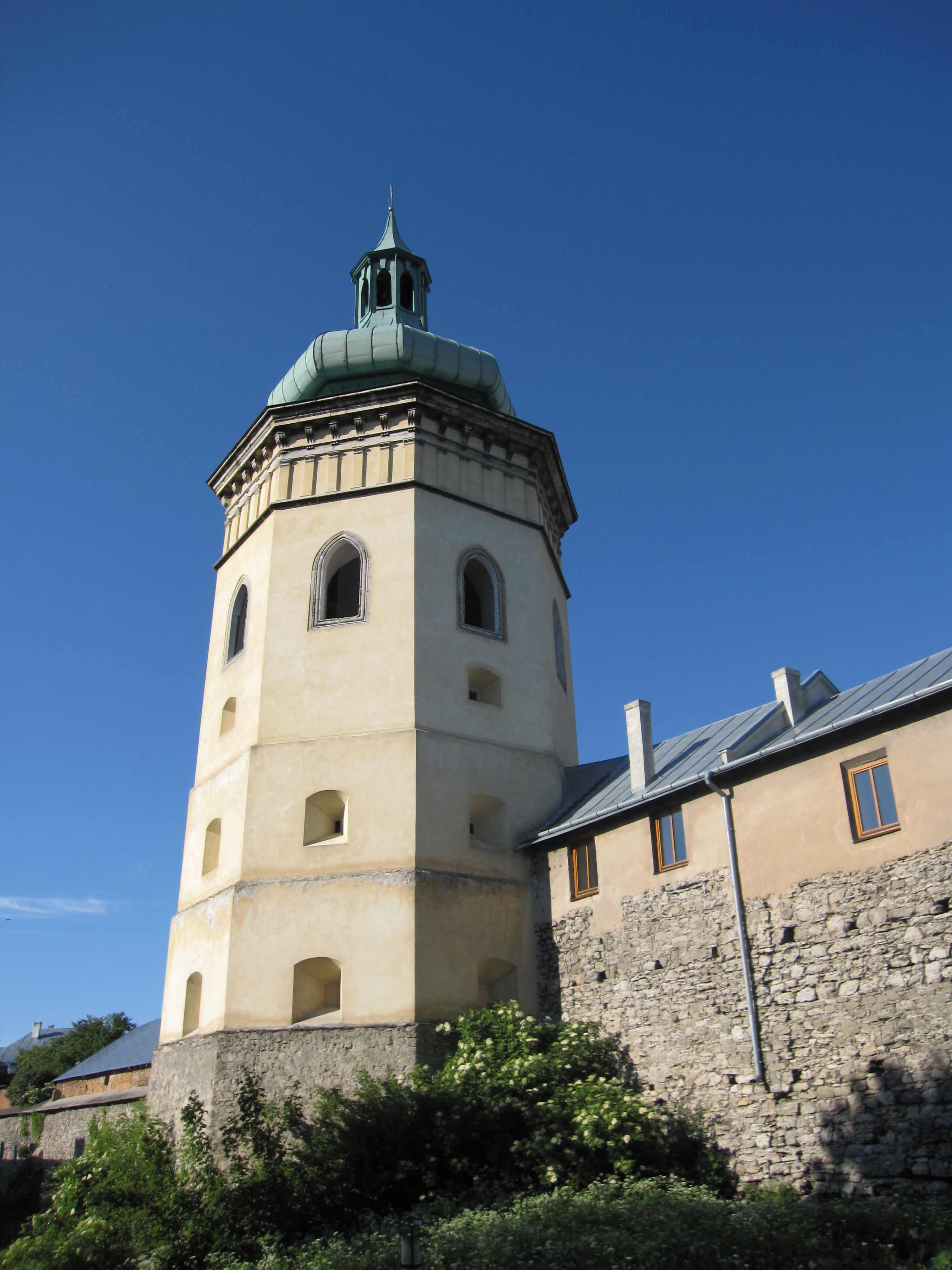
Вежа-дзвіниця
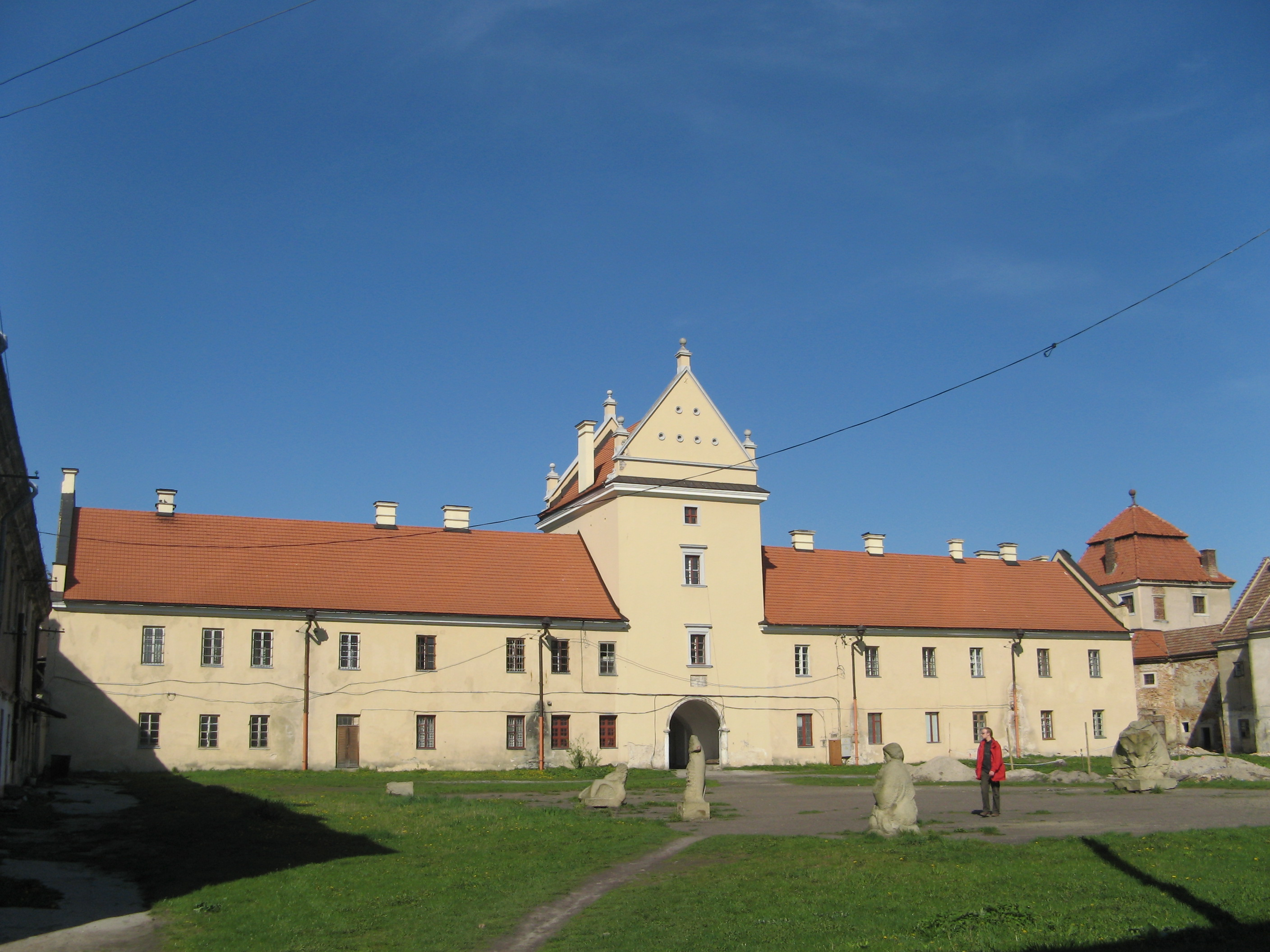
Замковий двір
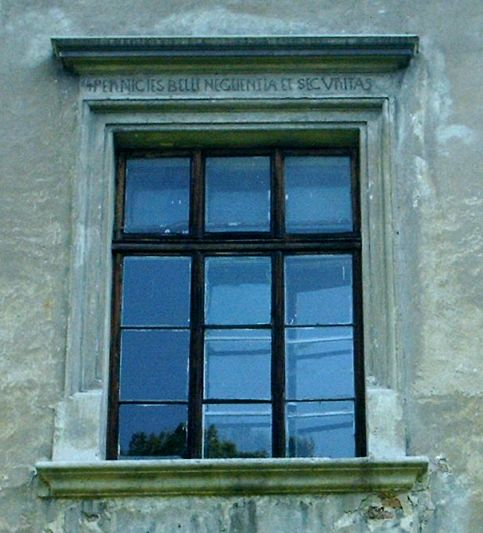
Обрамлення вікна палацу